# Ptychadena ansorgii
Ptychadena ansorgii és una espècie de granota que viu a Angola, República Democràtica del Congo, Malawi, Zàmbia i, possiblement també, a Moçambic i Tanzània.